# Portada/article maig 3

## Tanc
Un tanc o carro de combat és un vehicle militar armat i blindat i amb un sistema de tracció tot terreny. Els primers vehicles van formar part de l'exèrcit britànic durant la Primera Guerra Mundial; van aparèixer com a resposta davant les dificultats que tenia la infanteria convencional quan havia d'atacar les trinxeres protegides per filferro i metralladores, contra les quals sovint fracassava.
El nom de tanc (en anglès tank, dipòsit) va aparèixer a les fàbriques britàniques. Els primers tancs no van ser gaire efectius ja que s'avariaven fàcilment, estaven poc blindats i eren fàcilment destruïts amb granades de mà. El tanc de la Primera Guerra Mundial no era una arma gaire contundent. Durant la Segona Guerra Mundial destaquen els Panzer, que van ser els carros de combat de la Wehrmacht. La importància que tingueren els tancs durant la Segona Guerra Mundial queda reflectida en les dades de la producció soviètica, que van arribar a fabricar uns 80.000 tancs. A patir de la postguerra es desenvolupà el tipus anomenat MBT amb canons de gran calibre, ben blindat, àgil i capaç de lluitar tant en una guerra química com en una de nuclear.